# Stefan Kwiatkowski (polityk)
Stefan Kwiatkowski (ur. 27 września 1931 w Przemyślu, zm. 2 lutego 2008 w Chorzowie) – polski samorządowiec i inżynier, w latach 1990–1991 prezydent Chorzowa.

## Życiorys
Studia ukończył na Akademii Górniczo-Hutniczej w Krakowie, gdzie uzyskał tytuł zawodowy magistra inżyniera w zakresie metalurgii. W latach 1956–1982 pracował w Hucie Batory, gdzie stopniowo obejmował kolejne stanowiska kierownicze, m.in. dyrektora ds. technicznych. W latach 1982–1985 był głównym inżynierem w Hucie Pokój w Rudzie Śląskiej. W latach 1985–1989 sprawował funkcję kierownika zakładu Katowickiego Przedsiębiorstwa Budownictwa Przemysłowego, a w latach 1989–1990 był dyrektorem Przedsiębiorstwa Montażu i Rozruchu Obiektów Przemysłowych Kompleks-Montaż w Katowicach.
W 1990 z rekomendacji Komitetu Obywatelskiego został wybrany na pierwszego prezydenta Chorzowa po przemianach politycznych (sam był członkiem PZPR w latach 1956–1982). Z funkcji tej odwołano go 22 stycznia 1991; jego następcą został Marek Kopel.
Został pochowany na cmentarzu komunalnym w Rudzie Śląskiej.